# Malvinas Argentinas (Almirante Brown)
Malvinas Argentinas est une localité dans la province de Buenos Aires, en Argentine. Elle se situe dans le partido d'Almirante Brown.

## Géographie
Malvinas Argentinas est une banlieue de l'agglomération du Grand Buenos Aires qui se trouve à 24 km au sud du centre-ville. Le territoire de Malvinas Argentinas forme un rectangle presque parfait ayant pour limite au nord-ouest l'avenue Capitán de Fragata Moyano, au nord-est l'avenue Hipólito Yrigoyen (route provinciale 16), au sud-est plusieurs rues résidentielles, et au sud-ouest l'avenue Argentina. Malvinas Argentinas partage une frontière avec le partido d'Esteban Echeverría. L'Arroyo del Rey traverse le centre de la localité.[réf. nécessaire]

### Transports
La ville est reliée à Buenos Aires par la route provinciale 16, et à sa banlieue est par la route provinciale 4. Une liaison ferroviaire avec la capitale argentine est aussi possible par les gares voisines d'Adrogué et de Burzaco.

## Toponymie
Le nom de la localité rappelle la dispute de souveraineté sur les îles Malouines entre l'Argentine et le Royaume-Uni, vive en 1976 lorsque le nom a été choisi. On l'appelait jusqu'alors Loma Verde, c'est-à-dire « colline verte », en référence à la hauteur du lieu et de sa forte couverture en végétation.

## Histoire
Le village de Loma Verde apparut graduellement durant la fin du XIXe siècle et était alors une petite agglomération d'exploitations agricoles. Cette agglomération commença à s'urbaniser à partir des années 1950 grâce à sa proximité de Buenos Aires et la présence de plusieurs axes de communication importants sur son territoire. Loma Verde ainsi que les différents hameaux qui l'entouraient prirent le statut de localité en 1976 par le décret no 74 du partido. La délégation municipale est inaugurée le 1er décembre 1985.

## Population et société
Malvinas Argentinas comptait 22 132 habitants en 2010. Elle a donc droit à une délégation municipale, représentée par Antonella Napoli.
On trouve diverses chapelles catholiques à Malvinas Argentinas, ainsi qu'une église sous le vocable de la Sagrada Familia (Sainte Famille) ainsi qu'un séminaire des Prêtres du Sacré-Cœur de Jésus de Bétharram.

## Patrimoine culturel et touristique
- Église de la Sagrada Familia (Sainte Famille).
- Chapelle Nuestra Señora de Betharram (Notre-Dame de Bétharram) et son parc.
- Monumento al Soldado de Malvinas, sur la place Puerto Argentino, réalisé en 1995.